# Dimmi di sì (film 1995)
Dimmi di sì (Dis-moi oui) è un film del 1995 diretto da Alexandre Arcady.

## Trama
Stéphane Villiers, un pediatra, mette in dubbio la facilità della sua esistenza quando incontra Eva, una ragazzina di 12 anni con un angioma cerebrale.